# Кери (остров)
Кери (эст. Keri, швед. Kockskär, прежнее русское — Кокшхер или Кокшер) — остров в Балтийском море у северного побережья Эстонии в Финском заливе, входящий в состав волости Виймси эстонского уезда Харьюмаа.

## География

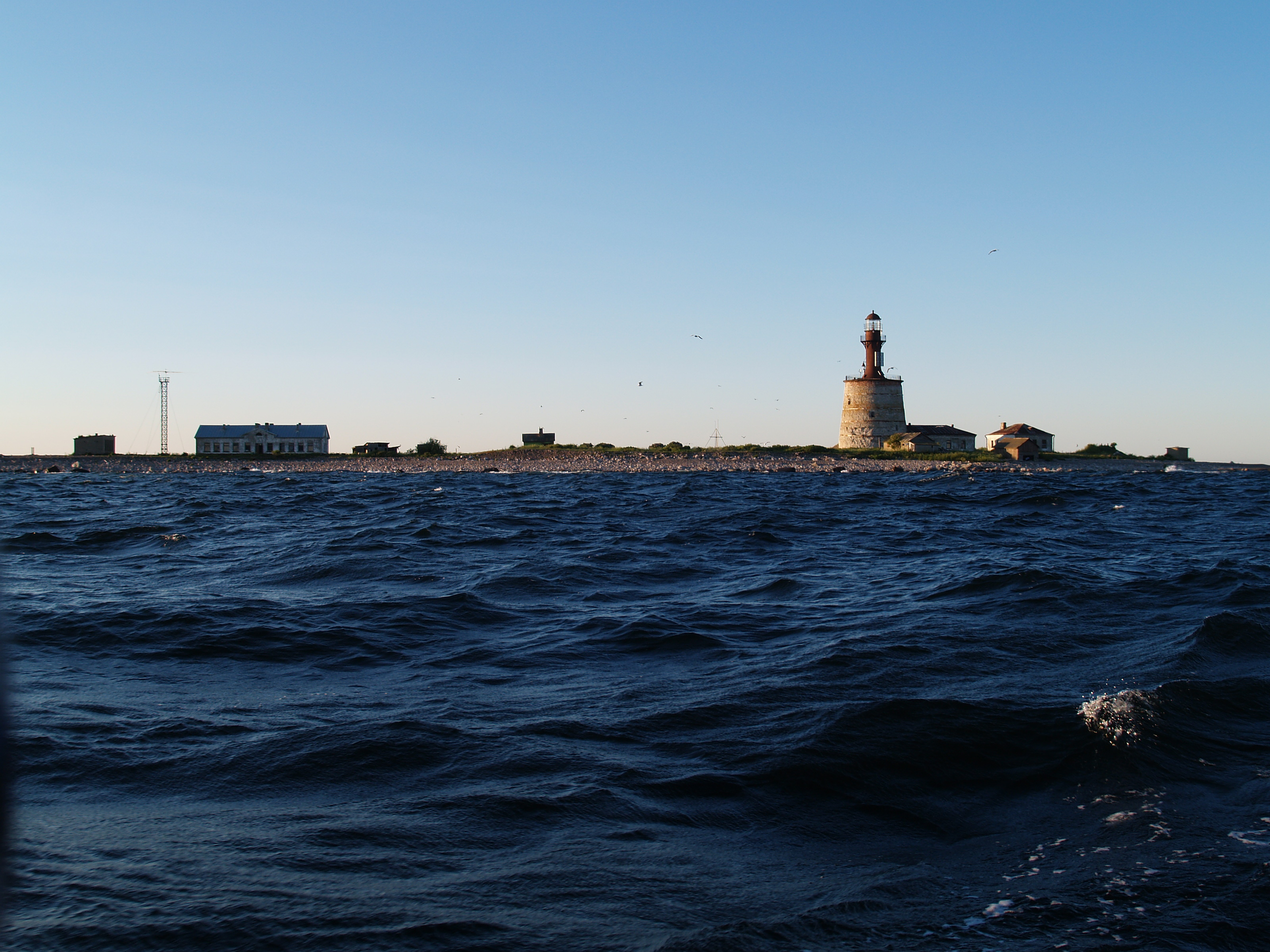
Остров Кери

Кери представляет собою каменную скалу, вытянутую с северо-запада на юго-восток, шириной 213 м (100 сажен) и длиной 427 м (200 сажен). Находится в 8 км к северу от острова Прангли (Большой Врангель) и в 90 км от российской акватории.
На острове находится маяк, похожий на «графин, заткнутый сверху ... пробкой»: его низ являет собою усечённый каменный конус высотою в 16 м, выкрашенный белой краской, а верх — неширокий металлический цилиндр тёмно-красного цвета с маячным фонарём наверху. Прежде маячная «пробка» была деревянной усечённой пирамидой, имеющей в своём основании восьмиугольник. Фокальная плоскость маяка находится на высоте 31 м. Даёт белую вспышку каждые 15 сек. Часть каменного основания разрушена штормом, поэтому для крепости постройка стянута четырьмя металлическими кольцами.
Маяк расположен почти в центре острова, вокруг находятся служебные здания. Посещение острова дозволяется, но сама четырёхэтажная маячная башня — закрыта.

## История

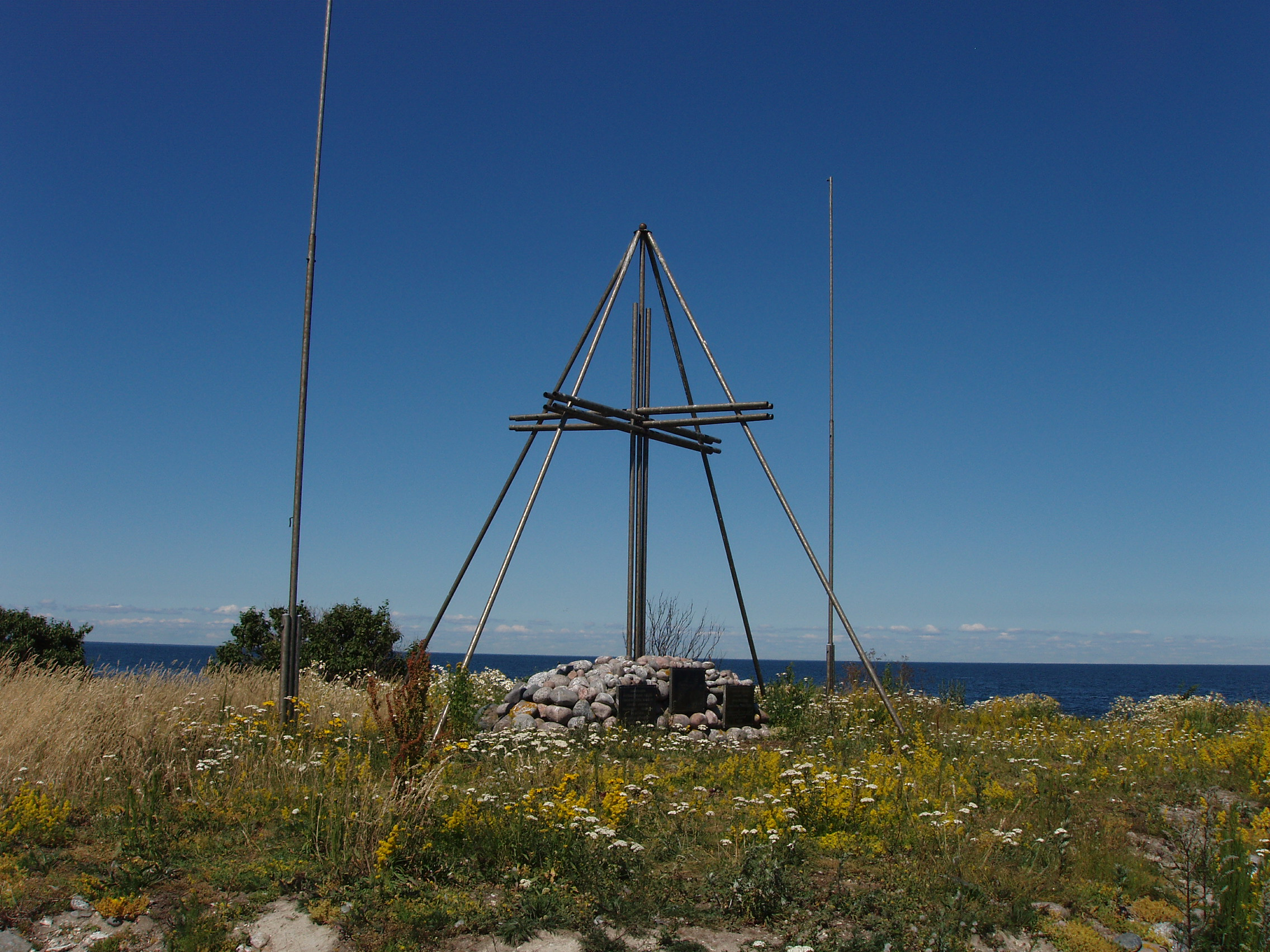
Памятный знак самолёту «Калева»

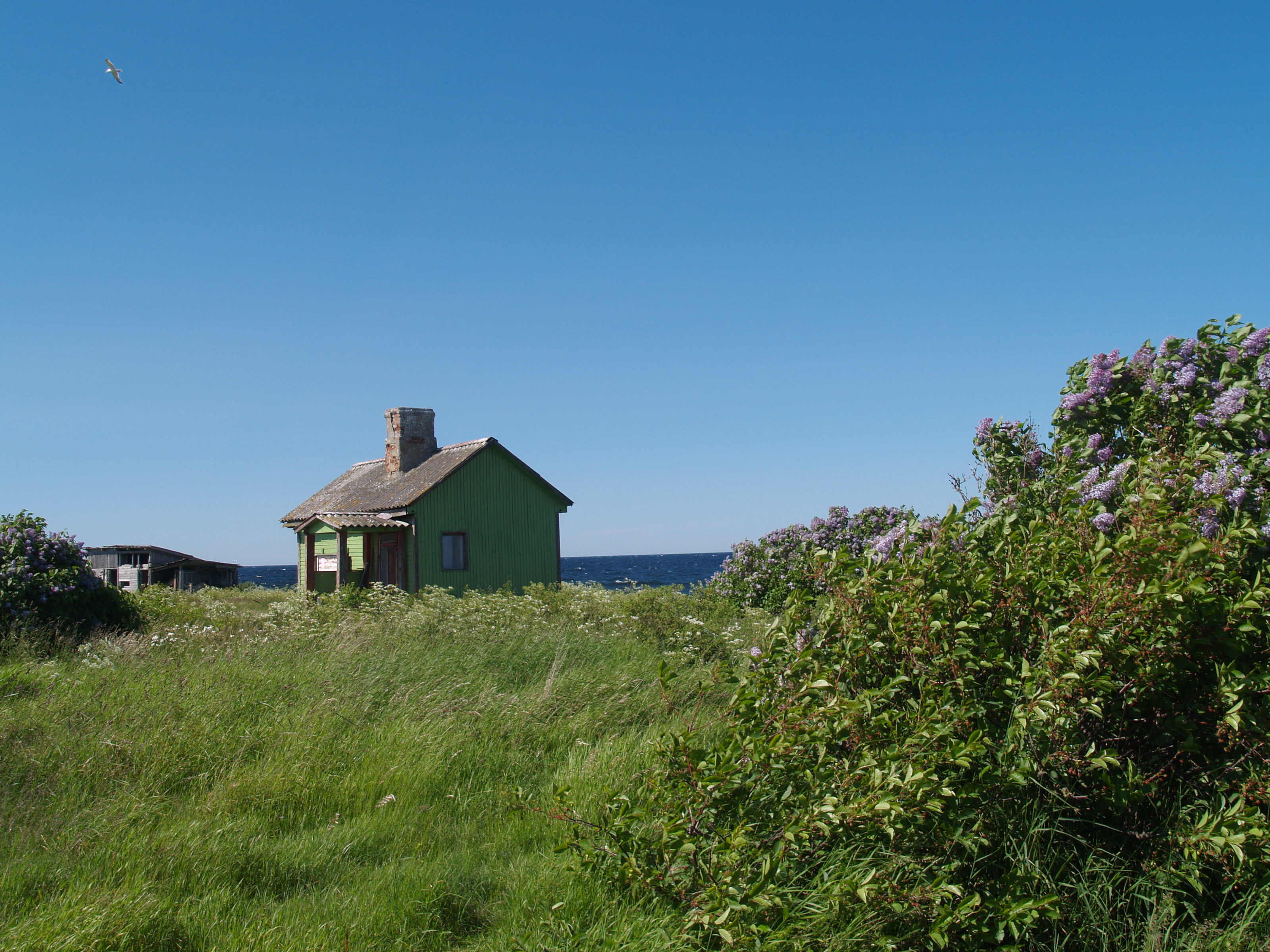
Сауна

Впервые Кокшер упомянут в 1623 г. как принадлежность Швеции. Во время Северной войны остров заняли русские войска, и еще до заключения мира — в июле 1718 г. — Пётр I повелел «... на Кокшере сделать столбы (башни) каменные, высотою от 30 до 80 футов, а пока оные делают, поставить высокие стеньги с бочками ... и в осенние ночи содержать в них огонь». Вместо каменного маяка в 1723 г., когда по Ништадтскому миру 1721 г. Кокшер остался за Россией, на острове возвели деревянный.
С 1 августа 1724г. сигналы на маяке поддерживали «...угольем или фашинами (сушняком), или сухими дровами, или фонарями...». В 1800 г. маячная башня была разрушена штормом, и в 1802—1803 гг. на её месте Леонтий Спафарьев выстроил новый маяк, поставив на уже имевшееся каменное основание восьмиугольную деревянную усечённую пирамиду. Дерево просмолили, а сигналы стали подавать масляными лампами Арганда с медными отражателями, заключёнными в восьмигранный же стеклянный фонарь. Открыли Кокшерский маяк 1 ноября 1803 г.
В 1858 г. кокшерский маяк реконструировали: деревянную пирамиду заменили на металлический цилиндр, а в фонарь поставили аппарат Френеля. В этом виде маяк дошёл до наших дней.
13 марта 1918 г. в 4-х милях к северу от Кокшера затонула русская подводная лодка «Единорог». Впоследствии лодку подняли и вновь ввели в строй. В том же году англичане выставили в районе Кокшера минное заграждение, которое было обнаружено подводной лодкой «Тигр» 31 декабря. В 1920 г. остров перешёл от России к только что возникшей Эстонии.
14 июня 1940 г. в районе Кокшера пара советских бомбардировщиков ДБ-3Т сбила финский пассажирский самолёт «Калева», на борту которого находились дипломатические курьеры с дипломатической же почтой. Почту подобрали советские моряки с подводной лодки Щ-301. Во время Второй мировой войны остров был занят германскими войсками.
В 1959 г. кокшерский маяк подвергся капитальному ремонту. В 1987 г. его северо-восточная часть была разрушена штормом и не восстановлена. Будучи частью Эстонской ССР, в 1991 году остров снова вошёл в состав независимой Эстонии.

## Население
В настоящее время на острове Кери нет постоянного населения. Однако в летний сезон здесь временно проживают волонтёры и смотрители, которые обслуживают исторический маяк и другие постройки на острове. Они следят за сохранностью объектов, поддерживают порядок и проводят различные ремонтные работы. Также они выполняют функции экскурсоводов для туристов, которые посещают Кери в теплое время года. 
Из-за суровых климатических условий зимой остров обычно пустует, и доступ на него становится затруднённым из-за непогоды и ледяных вод Финского залива. В этот период остров посещают лишь периодически, чтобы проверить состояние инфраструктуры и провести профилактическое обслуживание оборудования, такого как генераторы и маяк.